# Necrófago

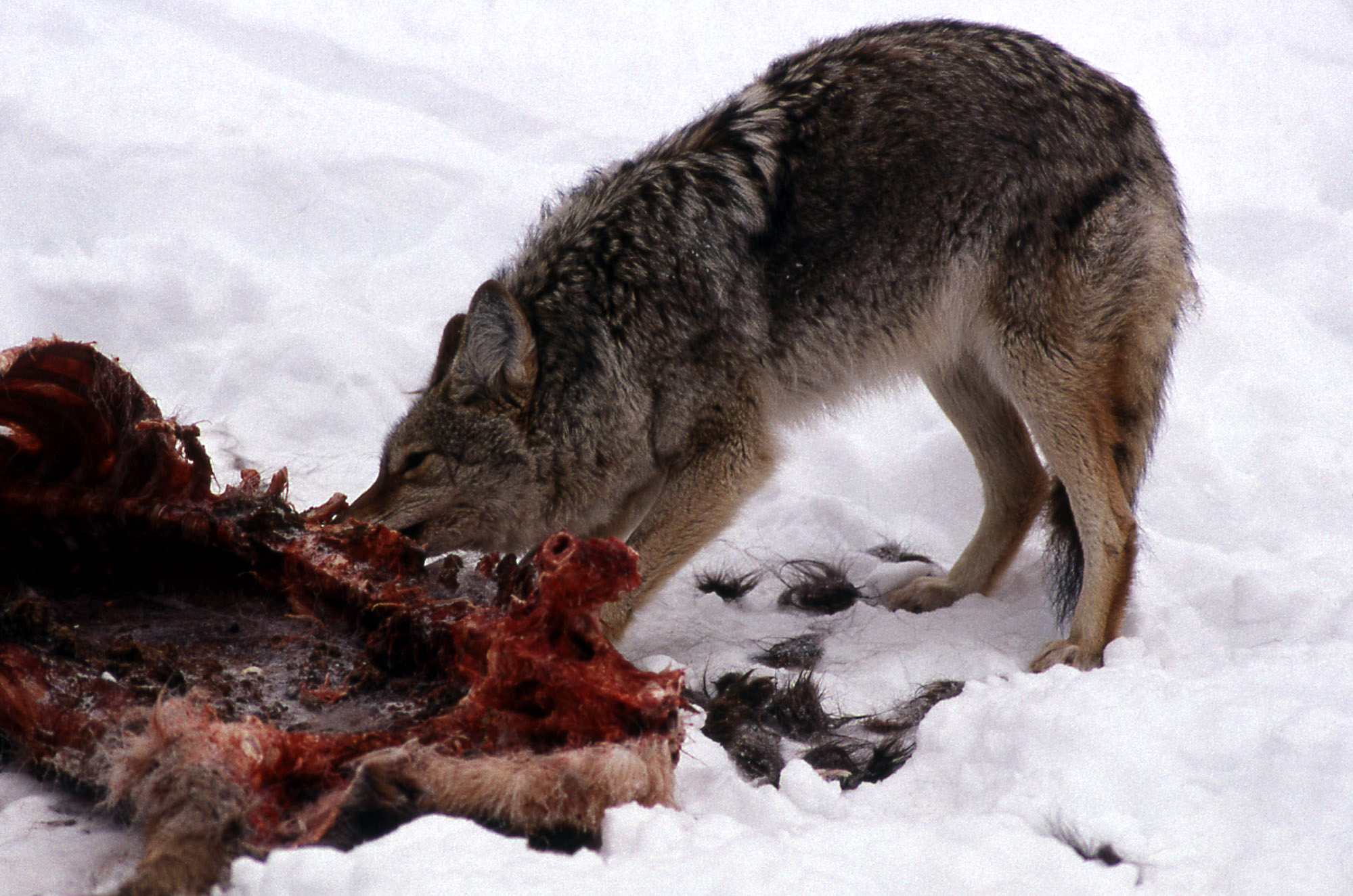
Um coiote se alimentando da carcaça de um cervo.

Necrófagos (ou carniceiros) são animais que consomem organismos mortos que morreram de outras causas que não a predação ou foram mortos por outros predadores. Embora a necrofagia geralmente se refira a carnívoros que se alimentam de carniça, também é um comportamento alimentar herbívoro. Os necrófagos desempenham um papel importante no ecossistema consumindo material animal e vegetal morto. Os decompositores e detritívoros completam esse processo, consumindo os restos deixados pelos necrófagos.
Os necrófagos ajudam a superar as flutuações dos recursos alimentares no ambiente. O processo e a taxa de eliminação são afetados por fatores bióticos e abióticos, como tamanho da carcaça, habitat, temperatura e estações do ano.

## Descrição

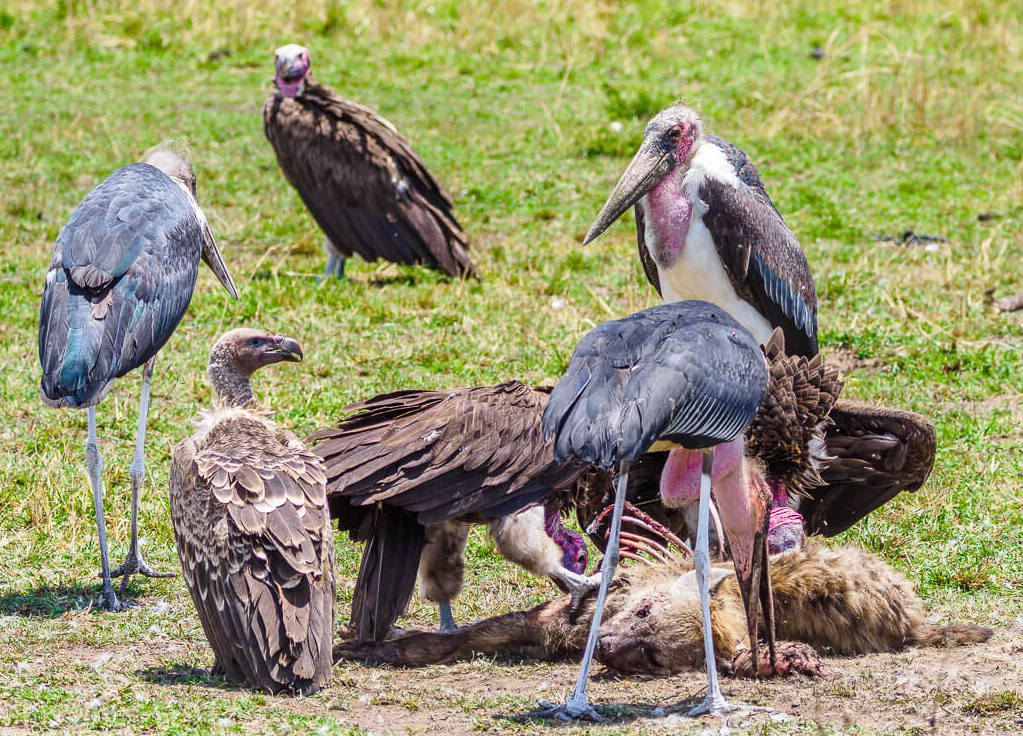
Grifos-africanos (Gyps africanus), abutres-reais (Torgos tracheliotos) e cegonhas-marabu (Leptoptilos crumenifer) alimentando-se de uma hiena-malhada (Crocuta crocuta).

Os necrófagos desempenham um papel fundamental no meio ambiente através da remoção de organismos em decomposição, servindo como um serviço de saneamento natural. Enquanto os decompositores microscópicos e invertebrados decompõem os organismos mortos em matéria orgânica simples que é usada pelos autótrofos próximos, os necrófagos ajudam a conservar a energia e os nutrientes obtidos da carniça nos níveis tróficos superiores e são capazes de dispersar a energia e os nutrientes mais longe do local de a carniça do que os decompositores e detritívoros em geral.
A eliminação une animais que normalmente não entrariam em contato, e resulta na formação de comunidades altamente estruturadas e complexas que se envolvem em interações não aleatórias. As comunidades catadoras funcionam na redistribuição da energia obtida das carcaças e na redução de doenças associadas à decomposição. Muitas vezes, as comunidades de necrófagos diferem em consistência devido ao tamanho da carcaça e tipos destas, bem como por efeitos sazonais como consequência de diferentes invertebrados e atividade microbiana.
A competição por carniça resulta na inclusão ou exclusão de certos necrófagos do acesso à carniça, moldando a comunidade destes. Quando a carniça se decompõe em um ritmo mais lento durante as estações mais frias, as competições entre os necrófagos diminuem, enquanto o número de espécies de necrófagos presentes aumenta.
Alterações nas comunidades de carniceiros podem resultar em mudanças drásticas na comunidade de catadores em geral, reduzir os serviços ecossistêmicos e ter efeitos prejudiciais em animais e humanos. A reintrodução de lobos cinzentos (Canis lupus) no Parque Nacional de Yellowstone, nos Estados Unidos, causou mudanças drásticas na comunidade de necrófagos predominante, resultando no fornecimento de carniça para muitas espécies de mamíferos e aves. Da mesma forma, a redução de espécies de abutres na Índia levou ao aumento de espécies oportunistas, como cães selvagens e ratos. A presença de ambas as espécies nas carcaças resultou no aumento de doenças como raiva e peste bubônica na fauna e na pecuária, pois cães e ratos selvagens são transmissores dessas doenças. Além disso, o declínio das populações de abutres na Índia tem sido associado ao aumento das taxas de antraz em humanos devido ao manuseio e ingestão de carcaças de gado infectadas. Foi observado um aumento da transmissão de doenças em mamíferos necrófagos no Quênia devido à diminuição das populações de abutres na área, pois a diminuição das populações de abutres resultou em um aumento do número de mamíferos necrófagos em uma determinada carcaça junto com o tempo gasto em uma carcaça.

## Galeria

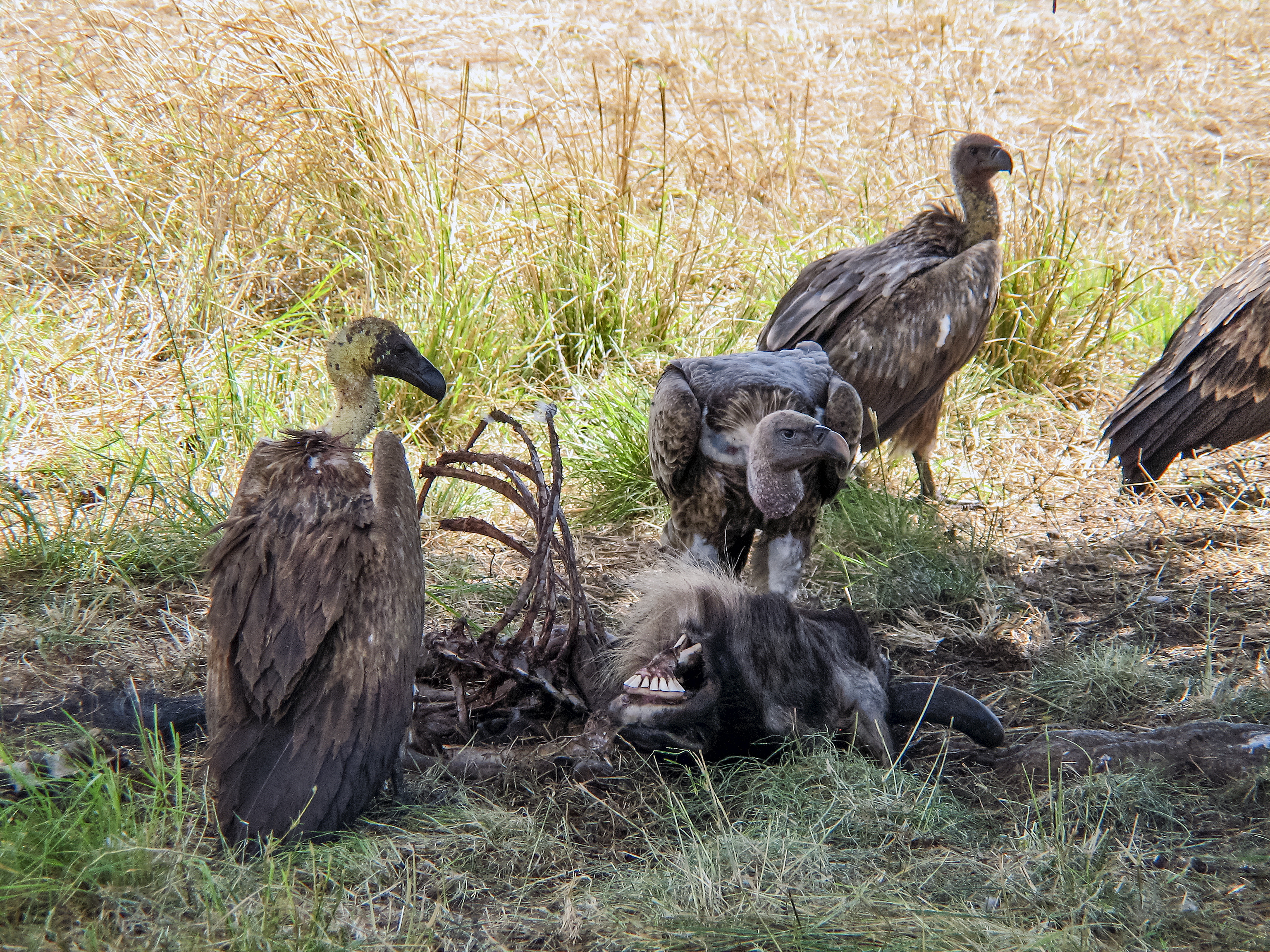
Grifo-africano está se alimentando da carcaça de um gnu
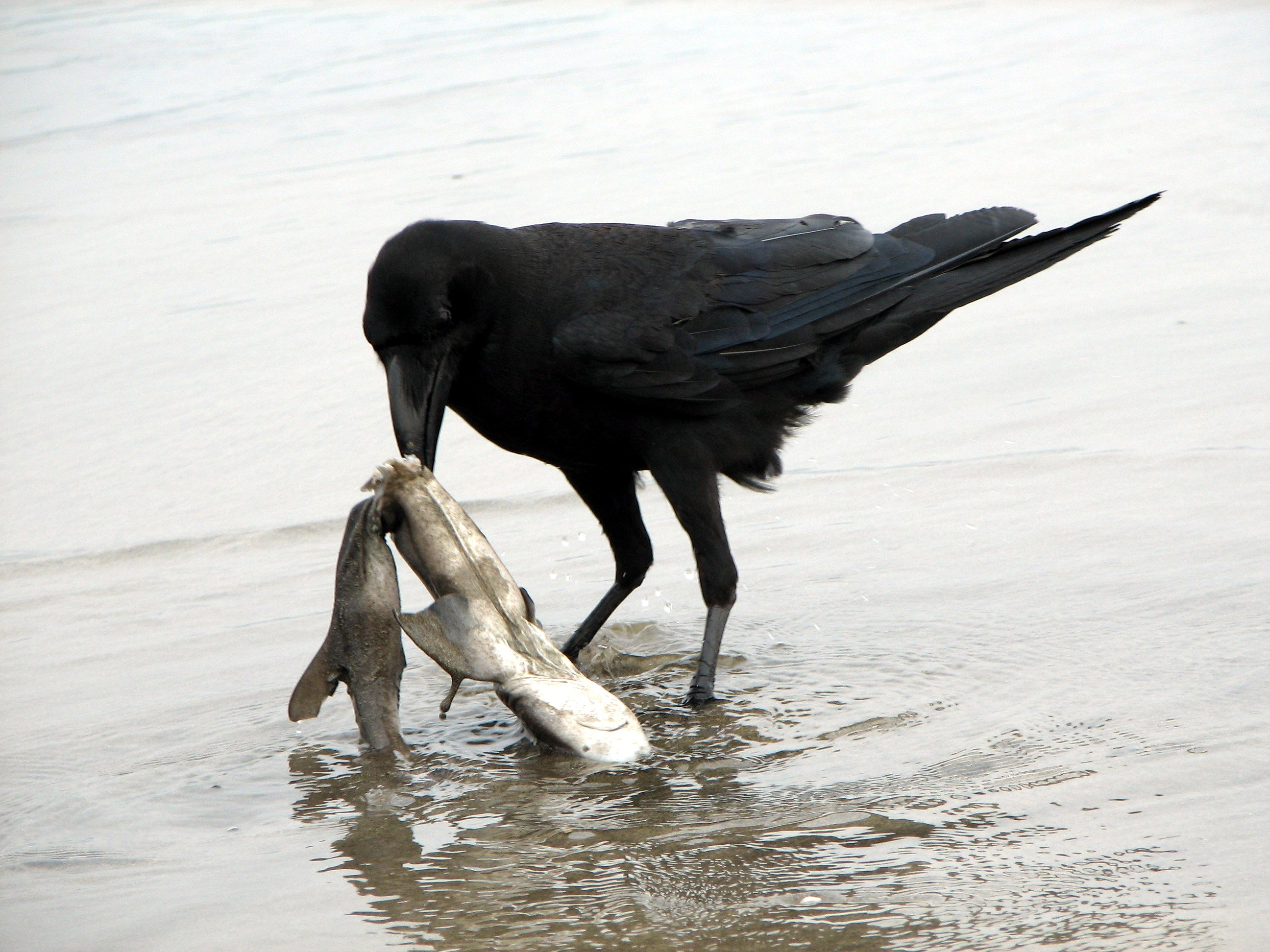
Uma Gralha-de-bico-grosso alimentando-se de um pequeno tubarão morto
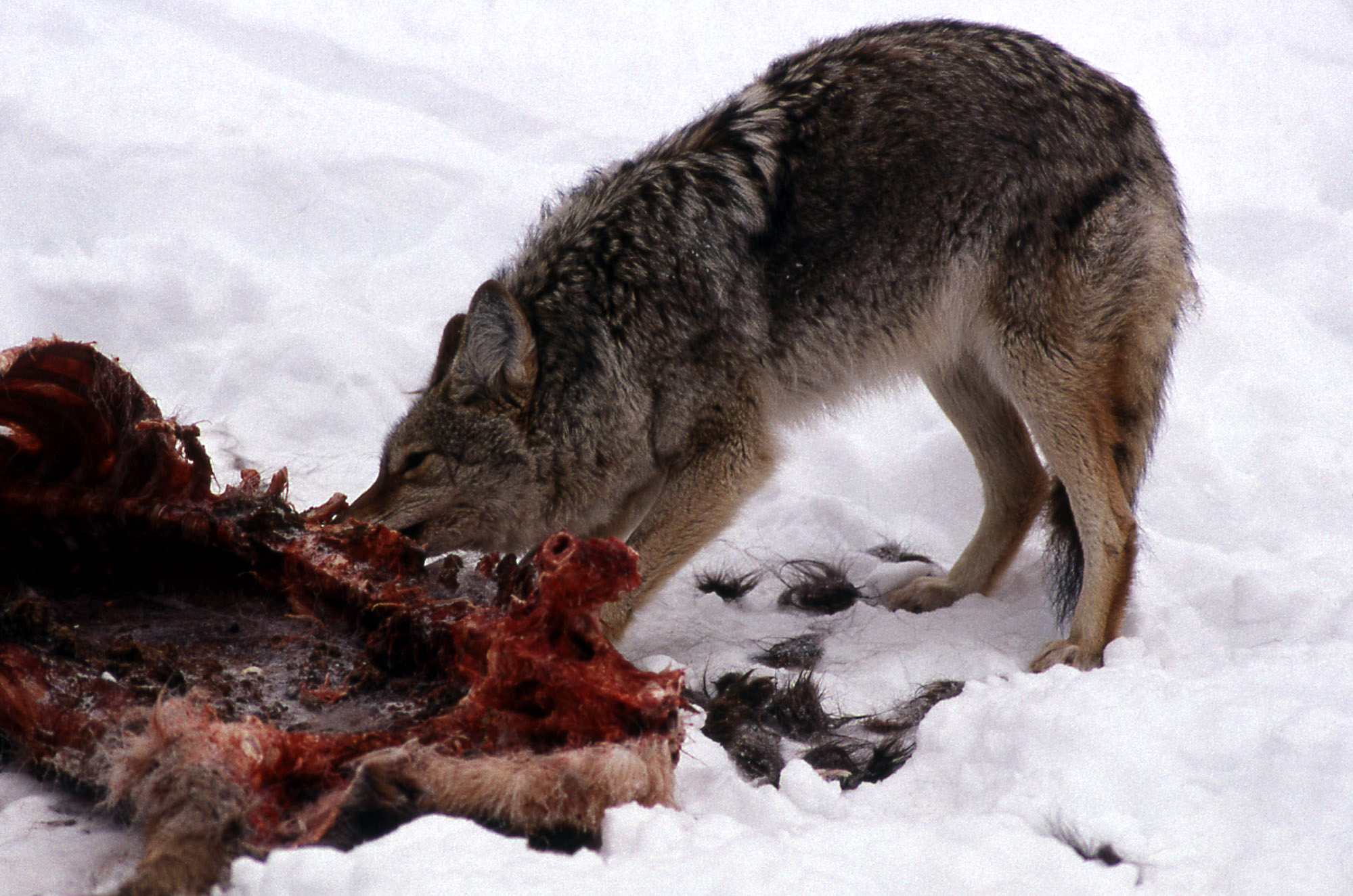
Coyote alimentando-se de uma carcaça de alce no inverno em Lamar Valley, perto do Yellowstone National Park
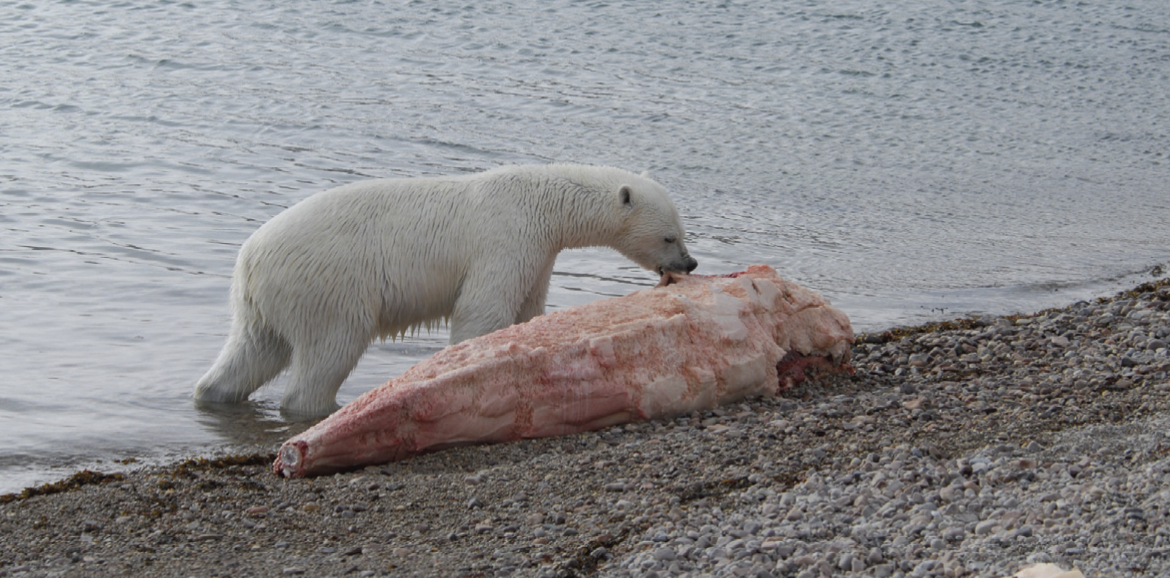
Um urso polar vasculhando uma carcaça de narval
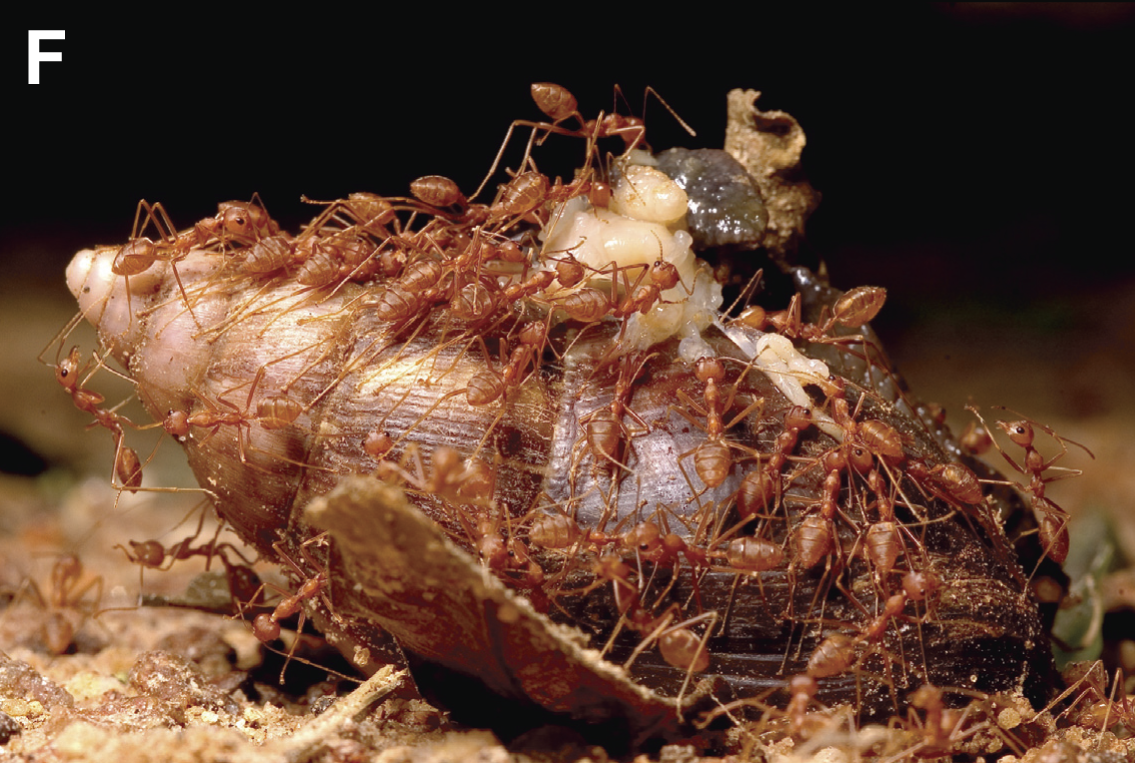
Formiga tecelã vermelha se alimentando de um caracol gigante africano morto